# Haplolabida pauliani
Haplolabida pauliani är en fjärilsart som beskrevs av Pierre E.L. Viette 1975. Haplolabida pauliani ingår i släktet Haplolabida och familjen mätare. Inga underarter finns listade i Catalogue of Life.